# Ülken
Ülken (kazakh : Үлкен [ ylˈkʲen ], qui veut dire « grand » en Kazakh ; en russe : Улькен) est un village du district de Jambyl dans la région d'Almaty, au Kazakhstan et le centre administratif du district rural d'Ülken.

## Histoire
Ülken a été fondée en 1984 dans le cadre du projet de construction de la centrale électrique du district d'État du Kazakhstan méridional (YUKGRES), qui n'a jamais été réalisé. En 1986, la localité est transférée du district de Moiynkum de la région de Dzhambul au district de Kürti (kk) de la région d'Alma-Ata. En 1997, sur proposition du président de la Société nucléaire du Kazakhstan Vladimir Shkolnik, il est décidé d'y construire une centrale nucléaire mais des manifestations d'écologistes et d'habitants de la région incitent les pouvoirs publics à reconsidérer leur choix. Fin 2008, le gouvernement kazakh annonce vouloir y construire la centrale thermique de Balkhash. Des préparatifs débutent en 2013, mais sont suspendus quelque temps plus tard. Au cours du premier semestre 2016, certains matériaux sont livrés sur le chantier, après quoi l'activité s'est à nouveau arrêtée.
Au début des années 2020, le gouvernement a de nouveau proposé la construction d’une centrale nucléaire à Ülken. Une grande partie des résidents locaux se sont opposé à cette proposition en août 2023. La plupart des opposants, y compris des écologistes kazakhs, s'inquiètent du bas niveau récurrent du lac Balkhach qui est une source majeure de nourriture et de revenus pour la localité. En juin 2023, le président Kassym-Jomart Tokayev annonce l'organisation d'un référendum sur la construction de la centrale nucléaire, qui a lieu le 6 octobre 2024,,.

## Population
Selon le recensement de 1989, 3 977 personnes vivaient à Ülken (2 047 hommes et 1 930 femmes).
En 1999, la population d'Ülken était de 3 106 personnes (1 538 hommes et 1 568 femmes).
Selon le recensement de 2009, 1 682 personnes y résident (813 hommes et 869 femmes).

## Infrastructures
En août 2023, Radio Liberty rapporte qu'Ülken manque de routes adéquates, d’emplois et d’un hôpital. L'absence d'un hôpital local inquiète particulièrement la population locale, car les malades sont obligés de se rendre à Priozyorsk, dans la région de Karaganda, à 126 km de là. L'administration de la ville (akimat) ne dispose pas de bâtiment officiel, et l'äkim (maire) et ses adjoints travaillent depuis un appartement  trois pièces en location.